# Tschermigit
Tschermigit, auch als Ammonalaun bekannt, ist ein selten vorkommendes Mineral aus der Mineralklasse der Sulfate (und Verwandte) mit der chemischen Zusammensetzung NH4Al[SO4]2·12H2O und damit chemisch gesehen Aluminium-Alaun.
Tschermigit kristallisiert im kubischen Kristallsystem und findet sich meist in Form weißer Ausblühungen oder faseriger bis stängeliger Aggregate mit einem seidenähnlichen Glanz auf den Oberflächen. Ausgeprägte Kristalle sind selten, können dann aber eine Größe von etwa einem Zentimeter erreichen. Die Oberflächen der durchsichtigen und farblosen bis weißen Kristalle weisen Glasglanz auf. Mit einer Mohshärte von 1,5 liegt Tschermigit zwischen den Referenzmineralen Talk (1) und Gips (2), lässt sich also ähnlich wie diese gut mit dem Fingernagel ritzen.

## Etymologie und Geschichte
Entdeckt wurde Tschermigit erstmals nahe der Ortschaft Čermníky in der tschechischen Region Böhmen. Die Erstbeschreibung erfolgte 1853 durch Franz von Kobell, der das Mineral nach dessen Typlokalität benannte bzw. dessen deutsche Bezeichnung „Tschermig“ (auch Tschermich).
Der Fundort Čermníky existiert inzwischen nicht mehr, da das Dorf dem Nechranice-Stausee weichen musste.
Da Tschermigit bereits lange vor der Gründung der International Mineralogical Association (IMA) bekannt und als eigenständige Mineralart anerkannt war, wurde dies von ihrer Commission on New Minerals, Nomenclature and Classification (CNMNC) übernommen und bezeichnet den Tschermigit als sogenanntes „grandfathered“ (G) Mineral. Die ebenfalls von der IMA/CNMNC anerkannte Kurzbezeichnung (auch Mineral-Symbol) lautet „Tmi“.
Ein Aufbewahrungsort für das Typmaterial des Minerals ist bisher nicht bekannt.

## Klassifikation
In der veralteten 8. Auflage der Mineralsystematik nach Strunz gehörte der Tschermigit zur Mineralklasse der „Sulfate, Chromate, Molybdate, Wolframate“ (einschließlich einiger Selenate und Tellurate) und dort zur Abteilung der „Wasserhaltigen Sulfate ohne fremde Anionen“, wo er zusammen mit Alaun-(K) (ehemals Kali-Alaun) und Alaun-(Na) (ehemals Natron-Alaun) sowie im Anhang mit Voltait die „Alaun-Gruppe“ mit der System-Nr. VI/C.08 bildete.
Im zuletzt 2018 überarbeiteten Lapis-Mineralienverzeichnis nach Stefan Weiß, das sich aus Rücksicht auf private Sammler und institutionelle Sammlungen noch nach dieser alten Form der Systematik von Karl Hugo Strunz richtet, erhielt das Mineral die System- und Mineral-Nr. VI/C.14-30. In der „Lapis-Systematik“ entspricht dies ebenfalls der Abteilung „Wasserhaltige Sulfate ohne fremde Anionen“, wo Tschermigit zusammen mit Alaun-(K), Alaun-(Na), Ammoniomagnesiovoltait, Lanmuchangit, Lonecreekit, Pertlikit, Voltait und Zincovoltait die unbenannte Gruppe VI/C.14 bildet.
Auch von der International Mineralogical Association (IMA) zuletzt 2009 aktualisierte 9. Auflage der Strunz'schen Mineralsystematik ordnet den Tschermigit in die Abteilung der „Sulfate (Selenate usw.) ohne zusätzliche Anionen, mit H2O“ ein. Diese ist allerdings weiter unterteilt nach der relativen Größe der beteiligten Kationen, so dass das Mineral entsprechend seiner Zusammensetzung in der Unterabteilung „Mit mittelgroßen und großen Kationen“ zu finden ist, wo er zusammen mit Alaun-(K), Alaun-(Na), Lanmuchangit und Lonecreekit die „Alaungruppe“ mit der System-Nr. 7.CC.20 bildet.
Die vorwiegend im englischen Sprachraum gebräuchliche Systematik der Minerale nach Dana ordnet den Tschermigit ebenfalls in die Klasse der „Sulfate, Chromate und Molybdate“ und dort in die Abteilung der „Wasserhaltigen Säuren und Sulfate“ ein. Auch hier ist Tschermigit zusammen mit Alaun-(K), Alaun-(Na), Lonecreekit und Lanmuchangit in der „Alaungruppe“ mit der System-Nr. 29.05.05 innerhalb der Unterabteilung der „Wasserhaltige Säuren und Sulfate mit AB(XO4)2 × x(H2O)“ zu finden.

## Kristallstruktur
Tschermigit kristallisiert im kubischen Kristallsystem in der Raumgruppe Pa3 (Raumgruppen-Nr. 205) mit dem Gitterparameter a = 12,24 Å sowie 4 Formeleinheiten pro Elementarzelle.

## Eigenschaften
Tschermigit ist, wie auch die anderen Alaune, gut in Wasser löslich (192 g/l bei 25 °C). Aus diesem Grund ist Tschermigit nicht beständig und die Kristalle können schon bei hoher Umgebungsfeuchtigkeit zerfließen. Mineralproben sollten daher immer in luftdichten Behältern aufbewahrt werden. Oberhalb von etwa 93 °C gibt es sein Kristallwasser ab, wobei es sich dann darin löst. Die wässrigen Lösungen haben einen salzig-bitteren, adstringierenden Geschmack.

## Bildung und Fundorte
Tschermigit bildet sich als Ausblühungen auf brennenden Kohlenhalden oder an den Rändern von Fumarolen. Die Abscheidung erfolgt aufgrund der hohen Wasserlöslichkeit ausschließlich aus der Gasphase und unter sehr trockenen Umgebungsbedingungen. Kristallbildungen aus übersättigten Lösungen sind in der Natur noch nicht bekannt geworden. Begleitminerale sind unter anderem Gips, Ammoniojarosit, Epsomit, Rostit, Alunogen, Boussingaultit, Mascagnin und Voltait.
Als seltene Mineralbildung konnte Tschermigit nur an wenigen Fundorten nachgewiesen werden. Bisher (Stand: 2011) sind rund 60 Fundorte bekannt. Neben seiner Typlokalität Čermníky trat das Mineral in Tschechien noch an mehreren Orten in Böhmen wie unter anderem Kladno, Mnichovo Hradiště und Sušice. Daneben fand es sich noch in den mährischen Gemeinden Zastávka und Žeravice.
In Deutschland wurde Tschermigit bisher in der Grube Clara bei Oberwolfach in Baden-Württemberg, der Grube Anna bei Alsdorf in Nordrhein-Westfalen, der Grube Königin Carola (auch Grube Paul Berndt) bei Freital in Sachsen und auf der inzwischen geschlossenen Absetzerhalde des Tagebaus Lichtenberg im Uranerzrevier Ronneburg in Thüringen gefunden.
In der Schweiz fand sich das Mineral bisher nur bei Brissago TI im Tessin und bei Collonges VS im Kanton Wallis.
Weitere Fundorte liegen unter anderem in Brasilien, China, der Demokratischen Republik Kongo, Frankreich, Italien, Japan, Polen, Portugal, Russland, der Slowakei, Spanien, Südafrika, Tadschikistan, Ungarn und den Vereinigten Staaten von Amerika (USA).

## Verwendung
Tschermigit bildet keine abbauwürdigen Lagerstätten. Aus diesem Grund hat es als Mineral zur Darstellung von Aluminium bzw. Aluminiumsalzen keine Bedeutung. Bekannte Verwendungszwecke sind nur von historischem Interesse.
Durch seine adstringierende Wirkung kann Tschermigit, wie auch andere Alaune, als Deodorant oder Rasierstift eingesetzt werden. Im Englischen wird Tschermigit auch als Deodorant Stone bezeichnet.

## Manipulationen und Imitationen
Aufgrund der leichten Herstellung von synthetischen Alaunkristallen werden diese häufig als Tschermigit angeboten. Zu beachten ist, dass natürlich gebildete Tschermigitkristalle klein und meistens wenig gut ausgeprägt sind. Weiterhin ist natürlicher Tschermigit weiß, während synthetische Alaune intensive grüne, blaue oder violette Farbtöne aufweisen.